# Абокур
Абокур (фр. Abaucourt) насеље је и општина у североисточној Француској у региону Лорена, у департману Мерт и Мозел која припада префектури Нанси.
По подацима из 2011. године у општини је живело 303 становника, а густина насељености је износила 38,85 становника/km². Општина се простире на површини од 7,8 km². Налази се на средњој надморској висини од 192 метара (максималној 235 m, а минималној 182 m).

## Демографија
| 1962. | 1968. | 1975. | 1982. | 1990. | 1999. | 2011. |
| ----- | ----- | ----- | ----- | ----- | ----- | ----- |
| 298   | 279   | 256   | 277   | 273   | 309   | 303   |

График промене броја становника у току последњих година